# Список переименованных населённых пунктов Краснодарского края

## 1-9
- 3-е отделение совхоза «Восток» — Маяк
- 4-е отделение совхоза «Мичуринский» — Подбельский
- 5-е отделение совхоза «Сад-Гигант» — Элитный

## А
- Абазинка — Прогресс
- Абинская — Абинск
- Агдам — Адагум
- Александерфельд — Александровка
- Александрфельд — Леоновское
- Апшеронская — Апшеронск
- Апшеронский — Нефтегорск
- Аргатов — Октябрьский — Аргатов (с 2019)
- Афинская — Смоленская

## Б
- Бароновка — Новосельское
- Бедняк — Приозерное
- Белореченская — Белореченск
- Бжедухов — Бжедуховский Лесозавод — Лесной
- Блюменфельд — Энгельса
- Богородицкий — Киевка
- Божьи Воды — Кирова — Тхагапс
- Большевик Ударник — Симоновка
- Бражников — Красный Восход
- Братско-Опочинское — Красногвардейское — Гусаровское
- Буденный — Северный
- Буденный — Советский
- Будённовский — Прибрежный
- Бурсак — Александро-Невская — Кочубеевская — Александроневская

## В-Д
- Величковский — Чепигинская
- Вербитский — Ворошилова — Кубанский
- Верхняя Гостагайка — Виноградный
- Владикавказская — Садовое
- Возрождение — Белого — Белый
- Волна Социализма — Сопова Балка
- Воровсколесский — Выселки
- Ворошилова — Ея
- Габукаевская — Рязанская
- Георгие-Афипская — Афипский
- Горская Дивизия — Горское
- Грязнуха — Изобильное
- Гусаровка — Красногвардейское — Гусаровское
- Дагестанский — Нижегородская
- Донохоперская — Крупская
- Донсвиновод — Светлореченское

## Е-И
- Егерухаевская — Тульская
- Ейско-Черниговское — Большой Бейсуг
- Екатериновская — Крыловская
- Екатеринодар — Краснодар
- Елисаветпольское — Шаумян
- Железная Воля — Универсал — Хлебороб
- Заря Революции — Заря
- Зональный — Лорис
- Зонненталь — Красносельский
- имени Буденного — Протоцкие
- имени Воровского — Ейский
- имени Ворошилова — Заря
- имени Ворошилова — Кубанец
- имени Ворошилова — Садовый
- имени Кагановича — Мирской
- имени Молотова — Победа
- имени Сталина — Октябрьский
- Ирисская — Промежуточная — Бесленеевская
- Искра — Береговой

## К
- Калерин — Карла Маркса
- Карповка — Куйбышевка — Агуй-Шапсуг
- Киргизы — Комсомолец
- коммуна Искра — Береговой
- Коммунистическое Возрождение — Возрождение
- Комсомольская — Молодёжный
- Комсомольская Правда — Ударный
- Короленко — Ленинский
- Косолаповка — Зареченское
- Кочеты 1-я речка — Первореченское
- Кочеты 3-я речка — Суворовское
- Красноалександровский 2-й — Хаджико
- Красно-Медведовская — Раевская
- Кубрисострой — Водный
- Куйбышевский — Могукоровка
- Кузнецов — Привольная Кукса — Привольный
- Куньша — Горное
- Куцая Балка — Степное

## Л
- Левандовский — Пушкинское
- Ленинталь — Безлесный
- Ливонское — Новоурупское
- Лилиенфельд — Лесодача
- Лиманный — Капустин
- Луначарского — Красный

## М
- Маглиновский — имени Молотова — Победа
- Малый Бейсуг — Бейсугское
- Мариенфельд — Марьино
- Марьянский — Воронцовская
- Мезмайский — Темнолесское — Темнолесская
- Мелиховский — Экономическое
- Микоян — Полтавский
- Микояна — Садовый
- Михаилсдорф — Джигинское — Джигинка
- Михаэльсталь — Воронцовка
- Мокрая Чубурка — Таврическое

## Н
- Нейдорф — Тельмана
- Ней-Фриденталь — Роте-Фане
- Нижне-Греческий — Греческое — Новокрымский
- Нижнефарская — Ярославская
- Новая Жизнь — Свобода
- Ново-Будённовский — Степной
- Ново-Ленинское — Латышский — Латыши
- Новомалороссийская — Гражданская — Новомалороссийская

## О-Р
- Октябрьская Революция — Карла Маркса
- Плетнев — Восточная Звезда — Красная Звезда
- Плоский — Шевченковское
- Полтавская — Красноармейская
- Поповичивская — Калининская
- Поповка — Братское
- Поповское — Пригорное
- Поселок центральной усадьбы Абинского плодосовхоза — Светлогорское
- Псебедаховская — Троицкая
- Псекупская — Саратовская
- Псефирская — Костромская
- Пчасская — Суздальская
- Пшехская — Орловская
- Пшишская — Черниговская
- Ровнополье — Кирова
- Розенфельд — Шереметьевское
- Романовский — Кропоткин
- Русская Колония — Ясени

## С-Т
- Сазальник — Николаевка — Шабельское
- свх. имени Микояна — Южный
- свх. Вторая Пятилетка — Октябрьский
- Северные Сады — Комсомольский
- Семикобыльный — имени Ворошилова — Садовый
- Серп и Молот — Веселая гора
- Сиротский — Ударное
- Славянская — Славянск-на-Кубани
- Собероашская — Крепостная
- Сонненталь — Красносельский
- Сосыкский — Атаманская
- Староминский — Рассвет
- Стоянов — Крупской
- Супская — Калужская
- Тараканов — Заречное
- Тифлисская — Тбилисская
- Тихорецкая — Краснооктябрьская
- Трофимов - Красное Знамя - Абрикосовское

## У-Щ
- Уманская — Ленинградская
- Универсал — Хлебороб
- Урупская — Советская
- Фальшивый Геленджик — Дивноморское
- Филипповское — Вечное — Великовечное
- Фриденрехт — К. Маркса — Западный
- Хабльская — Холмская — Холмский
- Хадыженская — Хадыженск
- Халявкин — Ленина
- Хлебный Рынок — Заречный
- Царицын — Северо-Кавказский
- Церковный — Грушевый
- Церковный — Кабардинский — Осиновское
- Червонный Украинец — Украинский
- Черепянский — Приречное
- Чибийская — Пензенская
- Шараповский — Новое Село
- Шах-Назаров — Радищево
- Шахта — Кировский
- Шпалорез — Отдаленный

## Э-Я
- Эйгенфельд — Ванновское
- Юровское — Первомайское — Юровка
- Юпитер — Веселая Жизнь